# Nygårdstunneln

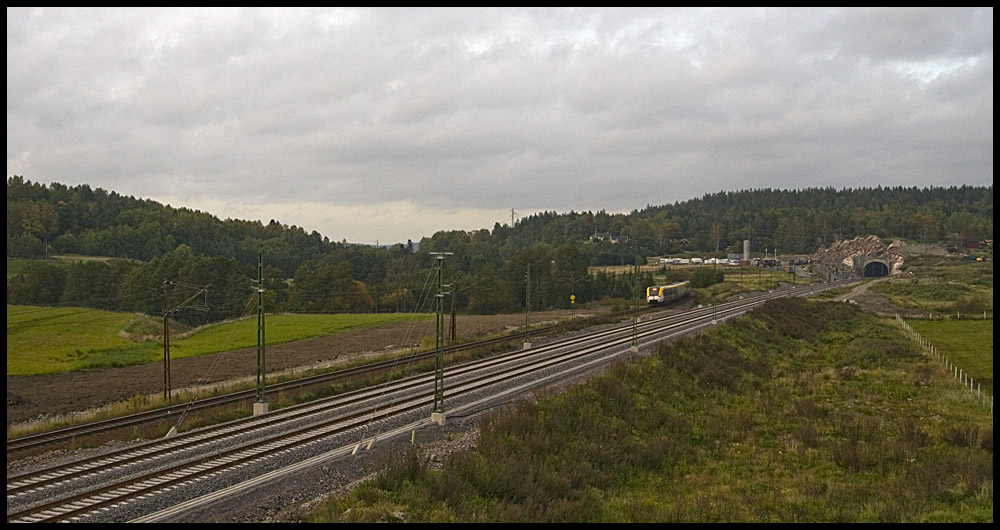
Ett södergående regionaltåg på den gamla banan strax söder om Lödöse. Till höger i bild den nya banan med Nygårdstunnelns södra mynning. Den nya banan var ännu inte öppnad när bilden togs.

Nygårdstunneln är en dubbelspårig järnvägstunnel på Norge/Vänerbanan som öppnade 15 december 2008. Tunneln är 3 030 meter lång och går under ett berg i trakten av tätorterna Lödöse och Nygård i Lilla Edets kommun. Tunneln ersatte en enkelspårig sträcka väster om berget.